# Амирхамза Турлов
Амирхамза (ум. после 1732 года) — князь из рода Турловых, был сыном Турарава II.
Как правитель «в Чеченах», наделяемый представителями тюркоязычного населения титулом бий, и, одновременно участник антицарского восстания Иштек-султана (башкир Мурад Кучуков), он упоминается впервые, причём в российских архивных материалах, под 1708 года. В 1720 году правителем приаргунских земель, подвластных с XVII века Турловым, был «князь, именуемый Тирлаев сын», сидевший тогда «в местечке, называемом Буюк-Кент» (в переводе с тюрк. «Большое селение»), — видимо, в крупном населенном пункте Чеченаул — но при этом контролировавший семь, как минимум, «местечков», где стояли селения и «деревни». Имя собственное Тирлай не зафиксировано, однако, в именниках каких-либо знатных родов Северо-восточного Кавказа, а поэтому его, то есть отмеченное здесь имя собственное, уже давно и, думается, справедливо считают техническим искажением от имени «Турлав». Порядок же выдвижения кого-либо из Турловых в правители Гумбета и Чечни, — на должность старшего князя — которого удалось здесь проследить на примере иных лиц из разбираемой династии, заставляет думать, что этим сыном Турлава (сына Загаштука), упомянутым под 1720 год, был, скорее всего, князь Амирхамза.
По мнению Т.М.Айтберова, Амирхамза Турлов несомненно правил названной выше территорией, доходившей в начале XVIII века (по правобережью Терека) чуть ли не Каспия - вплоть до 1718 года - и включавшей в свой состав аварскую и чеченскую этнические зоны, а также отдельные населенные пункты, где обитатели говорили по-кумыкски. Началось это не позднее 1708 года. Закончил же он свое правление, вероятно, не ранее 1728 года, продолжая считаться подданным Сефевидского Ирана, чья власть осуществлялась на Северо-восточном Кавказе через шамхала - князя родом из горного Кумуха, но сидевшего в начале XVIII века в Тарках и получавшего с «чеченцев», - в качестве иранского представителя - в течение десятилетий, подати натурой, в первую очередь крупным рогатым скотом и овцами. При всем том, что изложено выше, не исключено, что жизнь Амирхамзы Турлова продолжалась и позднее вышеуказанной даты - до 1732 года, как минимум. Правда, пребывал он тогда в статусе влиятельного нобиля, а не князя.